# Psidium sintenisii
Psidium sintenisii är en myrtenväxtart som först beskrevs av Hjalmar Frederik Christian Kiaerskov, och fick sitt nu gällande namn av Brother Alain. Psidium sintenisii ingår i släktet Psidium och familjen myrtenväxter. Inga underarter finns listade i Catalogue of Life.